# Серболужицьке радіо

Логотип служби серболужицького радіо до 30 квітня 2017 року

Логотип служби серболужицького радіо в Берліні

Серболужицьке радіо (в. -луж. Serbski rozhłós, н. -луж. Serbski rozgłos, нім. Sorbischer Rundfunk) — радіомовлення на лужицьких мовах, в більш вузькому значенні — найменування спільної радіомовної програми (Serbski rozhłós, Serbski rozgłos і Sorbischer Rundfunk) німецьких радіостанцій Mitteldeutscher Rundfunk (MDR) і Rundfunk Berlin-Brandenburg (RBB) на верхньолужицькій і нижньолужицькій мовах.

## Історія

### Мовлення до 1955 року
В кінці 1920-х — початку 1930-х років робилися окремі спроби організувати радіомовлення на лужицьких мовах на німецьких радіостанціях, чим займався лужицький композитор Бярнат Крауц. У музичному архіві радіостанції в Баутцені (Будішин) знаходиться найстаріший неповний вокальна запис на лужицькій мові, зроблений лейпцизькою радіостанцією Mitteldeutscher Rundfunk AG в 1928 році. У 1946—1947 роках державне чехословацьке радіо в Празі випускало кілька програм на лужицьких мовах. 14 жовтня 1948 року в Потсдамі була організована перша 15-хвилинна радіопередача на лужицьких мовах, створена з ініціативи голови серболужицької культурно-просвітницької організації «Домовіна» Паволом Недо. Вона виходила в ефір за допомогою передавача з Дрездена (і частково з Лейпцига) раз на два тижні. Однак через часткову зміну часу і частоти передачі це викликало лише слабкий резонанс в суспільстві, і подібні передачі припинилися.
«Домовіна» звернулася до Державного комітету з питань радіомовлення НДР з клопотанням про створення студії лужицького радіомовлення в Герліц, яке було задоволене 22 березня 1953 року. Хоча центр знаходився за межами лужицької громади, його обладнали за останнім словом техніки. Керівником «Sorbische Studio» був призначений Клаус Гемма з Краушвіца, єдиний серболужицький журналіст на радіо НДР. Його співробітники не мали ніякого досвіду роботи в журналістиці, а музичний архів і архів текстів також не існував. Перший час програми виходили раз на тиждень, їх загальний хронометраж досягав 70 хвилин. Мовлення здійснювалося на середніх хвилях за допомогою передавача Райхенбах близько Льобау. Спочатку програми виходили тільки на верхньолужицькій мові. З 1955 року з'явилися випуски і на нижньолужицькій мові, а 1 квітня 1956 року тривалість передач збільшилася до 90 хвилин (20 на нижньолужицькій мові).

### Лужицьке радіо в НДР
31 грудня 1956 року лужицька студія «Sorbische Studio» при Державному комітеті радіомовлення НДР була перетворена в лужицьку редакцію Радіо НДР (передавач в Коттбусі). Стали виходити окремі програми мовлення на верхньолужицькій мові в Баутцені (Sorbische Studio Bautzen) і нижньолужицькій в Котбусі. Мовлення здійснювалося за допомогою передавача Гросс-Цейсіг поблизу Хойерсверда. З осені 1988 року почали виходити програми про релігію, ініційовані серболужіцьким журналістом Гельмутом Ріхтарем (Helmut Rychtaŕ), який переїхав з Котбуса в Баутцен. Він збільшив програму студії в Баутцені в 1987 році, довівши її до осені 1989 року до декількох годин в день.

### Мовлення в сучасній Німеччині
Після об'єднання НДР і ФРН і подальшої реструктуризації радіомовлення вся програма лужицького радіомовлення опинилася у віданні Sachsen Radio 1 січня 1992 року було створено нові громадські телерадіокомпанії: мовлення на верхньолужицькій мові відтепер було у віданні телерадіокомпанії Mitteldeutscher Rundfunk (MDR), а на нижньолужицькій — у веденні Ostdeutscher Rundfunk Brandenburg (ORB). 19 квітня 1992 в телеефір ORB вийшла програма «Magazin Łužyca» (Лужицкий журнал) на нижньолужицькій, а в 2001 році в телеефірі MDR з'явилася програма «Magazin Wuhladko» на верхньолужицькій. З 1996 року на німецькій і верхньолужицькій мовах (система Zweikanalton) по неділях виходить дитяча програма Sandmännchen.
З 2003 року мовлення «Бранденбурзького серболужицького радіо» на нижньолужицькій мові (Bramborske Serbske Radijo) знаходиться у веденні нової телерадіокомпанії Rundfunk Berlin-Brandenburg, головна студія знаходиться в Котбусі (будинок 155, Берлінерштрассе). Студія мовлення «Серболужицького радіо» на Верхньолужицькій мові (Serbski Rozhłós) як і раніше знаходиться в Баутцені, в Будинку лужицьких сербів. Радіомовлення також є і в інтернеті на сайтах радіокомпаній RBB і MDR. З 6 січня 2020 року мовлення на верхньолужицькій в рамках MDR становить не 21,5 годин на тиждень, а 27,5 годин.
Серед видатних журналістів в різні роки на серболужицькому радіо працювали Рожа Шенкарьова, Ютта Кайсерова, Маргіта Гейнріхова, Богна Коренга, Аня Погончова.

## Передачі

### Програма передач
В даний час передачі «Серболужицького радіо» виходять щодня протягом декількох годин.
- З понеділка по п'ятницю з 5 до 9 годин — програми радіостанції MDR
- З понеділка по п'ятницю з 12 до 13 годин — програми радіостанції RBB
  - Понеділок — програма «Łužyca cora a źinsa» (Лужица вчора і сьогодні);
  - Вівторок — програма «Muzika — rad słyšana» (Гарна музика)
  - Середовище — програма «Magacin k połudnju» (Полудньові новини)
  - Четвер — програма «Łužyske impresije» (Лужицькі враження)
  - П'ятниця — програма «Muzika a porucenja» (Музика і служба)
- З понеділка по п'ятницю з 19 до 20 годин — програми радіостанції RBB
  - У перший четвер місяця — з 12.10 по 12.40 — молодіжна програма «Bubak»[2].
- Понеділок — з 20 до 22 годин — молодіжний журнал «Radio Satkula» радіостанції MDR
- Субота — з 6 до 10 годин програма «Frühmagazin» радіостанції MDR
- Неділя та святкові дні — з 11 до 12.30 годин — «Сімейна програма» радіостанції MDR
- Неділя та святкові дні — з 12.30 до 14 годин — «Сімейна програма» радіостанції RBB

### Частоти мовлення
| Частоти                                                                           | Передавач | Потужність                                                                                | Мережевий партнер                             |
| --------------------------------------------------------------------------------- | --- | ----------------------------------------------------------------------------------------- | --------------------------------------------- |
| 0 93,4 МГц                                                                        | Коттбус / Калау | 30 кВт                                                                                    | Inforadio                                     |
| 100,4 МГц                                                                         | Гоєрсверда | 30 кВт                                                                                    | MDR Sachsen (регіональне мовлення в Баутцені) |
| 202,928 МГц, Канал 9A, DAB +, 80 кбіт / с, позивний MDR SACHSEN SORB або MDR SORB | Гоєрсверда Лейпциг/Мессегрунд Ошац/Коллмберг Льобау/Шафберг Дрезден-Вахвіц Нойштадт/Унгер Фрайберг-Ост Хемніц-Райхенхайн Хемніц/Гайер Ауербах/Шьонек | 08,9 кВт 10,0 кВт 09,3 кВт 06,0 кВт 10,0 кВт 05,0 кВт 01,0 кВт 10,0 кВт 10,0 кВт 10,0 кВт | MDR Sachsen                                   |

### Телебачення
Телерадіокомпанії MDR і RBB транслюють власні телепередачі на лужицьких мовах. Супутникове мовлення є завдяки супутникам Astra, внаслідок чого програми можна зловити практично в будь-якій точці Європи.
- В першу суботу місяця MDR показує з 11:45 до 12:15 програму «Wuhladko» (тільки для Саксонії, в Тюрінгії і Заксен-Ангальте йде в цей час серіал «Лінденштрассе»). Повтор ефіру наступного вівторка о 5:50 ранку на MDR і в другу суботу місяця з 13:30 до 14:00 на RBB.
- У третю суботу місяця RBB показує з 14:00 по 14:30 програму «Łužyca», повтор ефіру наступного вівторка в нічному ефірі, а також в ефірі MDR (для Саксонії) в четверту суботу місяця о 12:20.